# 정선군의 마천루 목록
대한민국 강원특별자치도 정선군의 마천루 목록이다. 대한민국의 「초고층 및 지하연계 복합건축물 재난관리에 관한 특별법」에 따르면 '초고층 건축물' 이란 층수가 50층 이상 또는 높이가 200m 이상인 건축물을 말한다.

## 마천루 순위
본 목록은 완공되었거나, 상량식을 끝낸 마천루이다.
| 순위 | 이름                          | 사진 | 위치   | 높이 | 층수 | 완공 연도 | 비고  |
| ---- | ----------------------------- | ---- | ------ | ---- | ---- | --------- | ----- |
| 1=   | 하이원 그랜드 호텔 메인타워   |      | 사북읍 | 107m | 24층 | 2003년    | [ 1 ] |
| 1=   | 하이원 그랜드 호텔 컨벤션타워 |      | 사북읍 | 107m | 24층 | 2003년    |       |
| 3    | 강원랜드                      |      | 사북읍 | 104m | 24층 | 2000년    | [ 2 ] |

## 같이 보기
- 정선군
- 마천루 목록
- 아시아의 마천루 목록
- 대한민국의 마천루 목록